# 찌라시: 위험한 소문
《찌라시 : 위험한 소문》은 2014년 2월 20일에 개봉한 대한민국의 범죄 스릴러 영화이다.

## 줄거리
“이딴 거 뿌린 놈 누구야?”
가진 것은 없지만 사람 보는 안목과 끈질긴 집념 하나 만큼은 타고난 열혈 매니저 ‘우곤’(김강우).
자신을 믿고 오랜 시간 함께해 온 여배우의 성공을 위해 밑바닥 일도 마다 않고 올인 하지만 증권가 찌라시로 인해 대형 스캔들이 터지고, 이에 휘말린 우곤의 여배우는 목숨을 잃게 된다.
근거도 없고, 실체도 없는 찌라시의 한 줄 내용 때문에 모든 것을 잃게 되자 직접 찌라시의 최초 유포자를 찾아 나선 우곤.
전직 기자 출신이지만 지금은 찌라시 유통업자인 박사장(정진영), 불법 도청계의 레전드 백문 (고창석)을 만난 우곤은 그들을 통해 정보가 생성되고, 제작, 유통, 소비 되는 찌라시의 은밀한 세계를 알게 된다.
피도 눈물도 없는 해결사 차성주(박성웅)까지 등장하여 위협 받는 상황 속 우곤은 찌라시의 근원과 그 속에 감춰진 진실을 추격하기 시작하는데…!
보이지 않는 실체 ‘찌라시’를 둘러싼 숨 막히는 추격이 시작된다!

## 캐스팅
- 김강우 : 이우곤 역 - 미진 매니저
- 정진영 : 박사장 역 - 전직 신문기자 출신의 찌라시 유통업자
- 고창석 : 백문 역 - 도청업자
- 박성웅 : 차성주 역 - 전직 국정원 요원 출신의 해결사
- 고원희 : 최미진 역 - 배우
- 이채은 : 미스김 역 - 박사장 사무실 직원
- 박원상 : 오본석 역 - 오앤씨 그룹 홍보실장
- 김의성 : 박영진 역 - 청와대 정책실장
- 안성기 : 남정인 역 - 국회의원 (특별출연)
- 장광 : 오앤씨 회장 역 (특별출연)
- 임형준 : 조우찬 역 - 청와대 정책실 보자관 (우정출연)
- 이준혁 : 김남수 역 - 연예부 기자
- 윤영균 : 번개 역
- 한철우 : 한성호 역
- 우기홍 : 방송국 PD 역
- 백서빈 : 매니저 1 역
- 백종환 : 정보회의선수 역
- 박진수 : 테스트 역
- 정원조 : 고급선수 1 역
- 신승용 : 고급선수 2 역
- 정우혁 : 대빵 역
- 박형수 : 정보회의선수 역
- 허형규 : 룸웨이터 역
- 고태영 : 수행원 역
- 허웅 : 경고 역
- 이문정
- 진선규 : 남흥 역

## 같이 보기
- 최진실
- 장자연